# Медзоломбардо
Медзоломба̀рдо (на италиански: Mezzolombardo, на местен диалект: Mezombart, Медзомбарт) е градче и община в Северна Италия, автономна провинция Тренто, автономен регион Трентино-Южен Тирол. Разположено е на 227 m надморска височина. Населението на общината е 7083 души (към 2015 г.).